# Translozoya
El Translozoya es un proyecto de tren turístico por la Sierra Norte de la Comunidad de Madrid. Su trayecto sería desde la Estación de Chamartín de Madrid a la estación de Robregordo-Somosierra, utilizando la vía del Directo de Burgos. La iniciativa fue impulsada por el Grupo de Acción Local de la Sierra Norte, GALSINMA.

## Estado del proyecto
El servicio estaba pensado para entrar en funcionamiento antes del verano de 2014, pero se prorrogó a septiembre de ese mismo año. Sin embargo, no ha tenido lugar ningún viaje todavía. En realidad, dicha línea se encontraba abandonada desde 2011 tras un desprendimiento en el túnel de Somosierra.
A finales de 2014 fue abierta una petición de firmas para que circule el Translozoya.

## El tren: TER 597-010

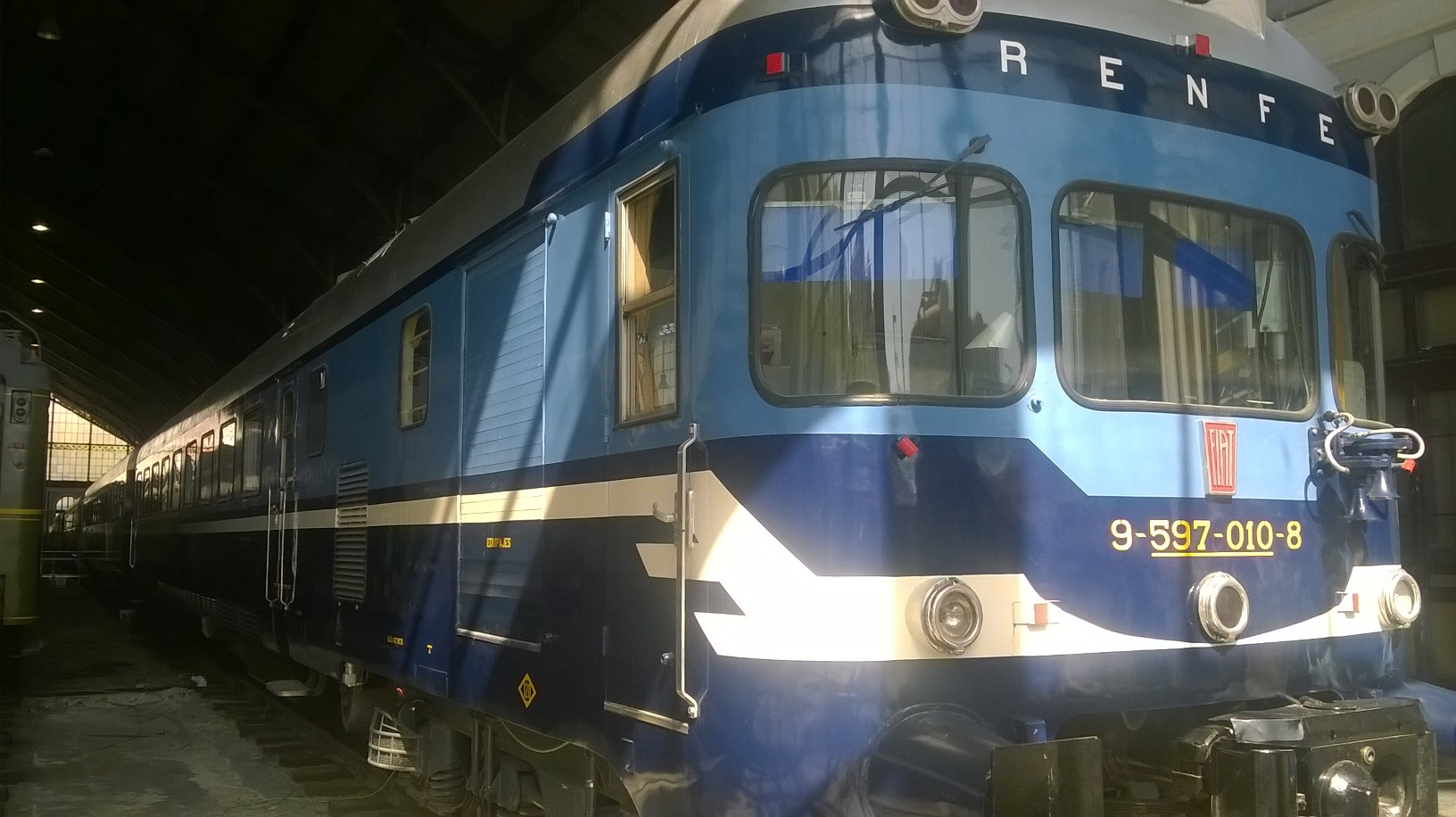
Tomada por Enrique Gil. Museo del Ferrocarril de Madrid, 02/10/2016

El recorrido sería realizado por la unidad automotor TER 597-010, cedida por la Asociación Vallisoletana de Amigos del Ferrocarril (ASVAFER). Fue remolcado de Valladolid a Lleida para ser restaurado el 21 de octubre de 2013. El 4 de junio de 2014 la unidad volvía a moverse por sí misma, en unas pruebas en las instalaciones de la Asociación para la Reconstrucción de Material Ferroviario de Lérida, la ARMF, en Pla de Vilanoveta. En marzo de 2015 la unidad TER 597-010 fue remolcada hasta Madrid, y permanece a la espera de entrar en servicio en el Museo del Ferrocarril de la capital española.